# William Pogue
William Reid "Bill" Pogue, född 23 januari 1930 i Okemah, Oklahoma, död 3 mars 2014 i Cocoa Beach, Florida, var en amerikansk astronaut uttagen i astronautgrupp 5 den 4 april 1966.

## Rymdfärder
Skylab 4